# Tàrrega
Tàrrega (grafia catalana; in spagnolo Tárrega) è un comune spagnolo di 16 795 abitanti situato nella comunità autonoma della Catalogna.
Tàrrega gode di un clima mediterraneo, con alcune influenze continentali.

## Storia
Tàrrega trova le sue origini alla meta il XI secolo, quando il conte di Barcellona Raimondo Berengario I ne conquista il castello. Durante il XIX secolo, la cittadina vedrà l'inaugurazione della ferrovia Manresa-Tàrrega-Lleida nel 1862, seguita dalla concessione del titolo di "città" da parte di Alfonso XII nel 1884. Seguirà la costruzione di una serie di infrastrutture come la linea del telefono, l'elettricità e lo sviluppo di strade della comarca.

## Galleria d'immagini

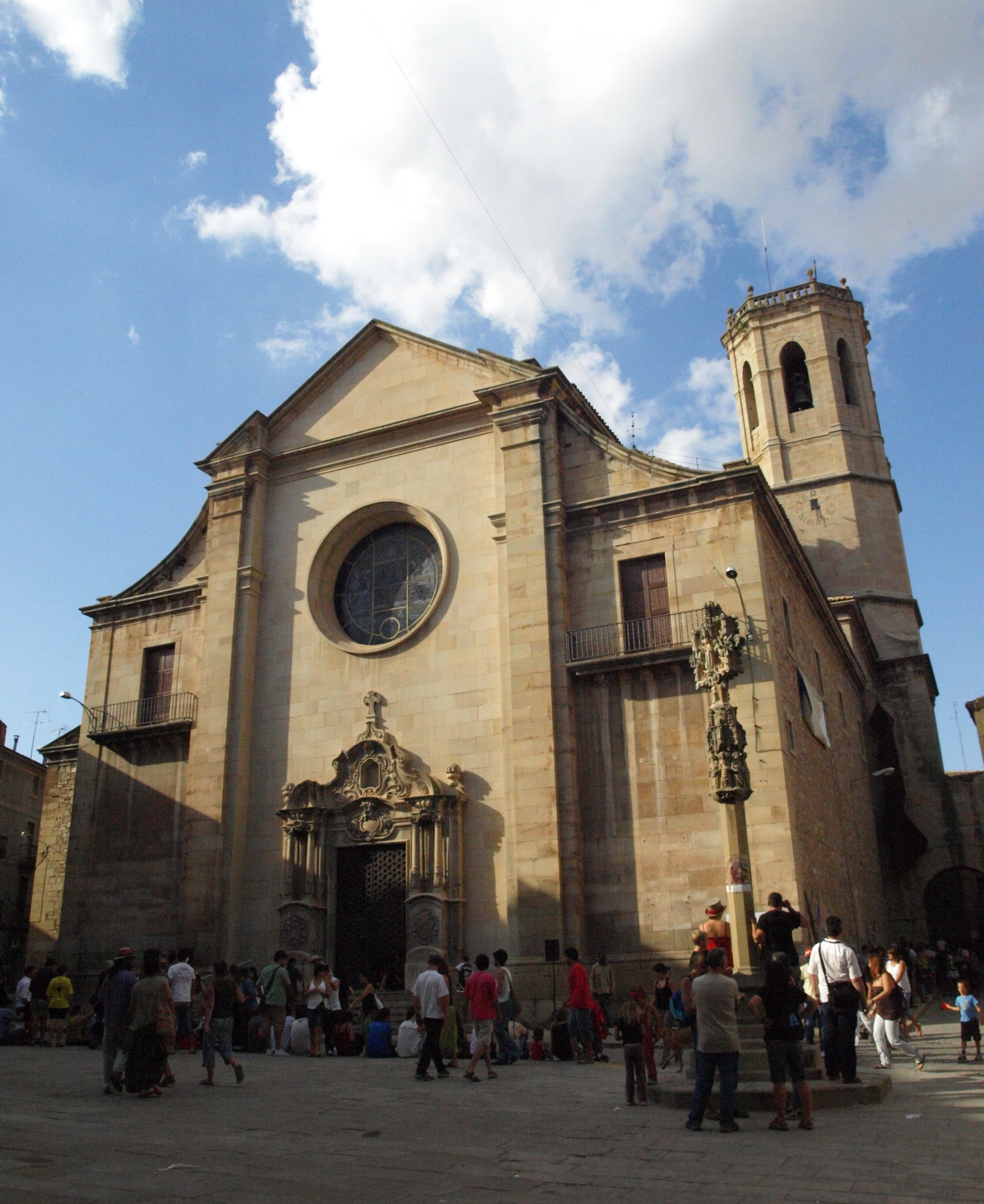
Chiesa di Santa Maria dell'Alba
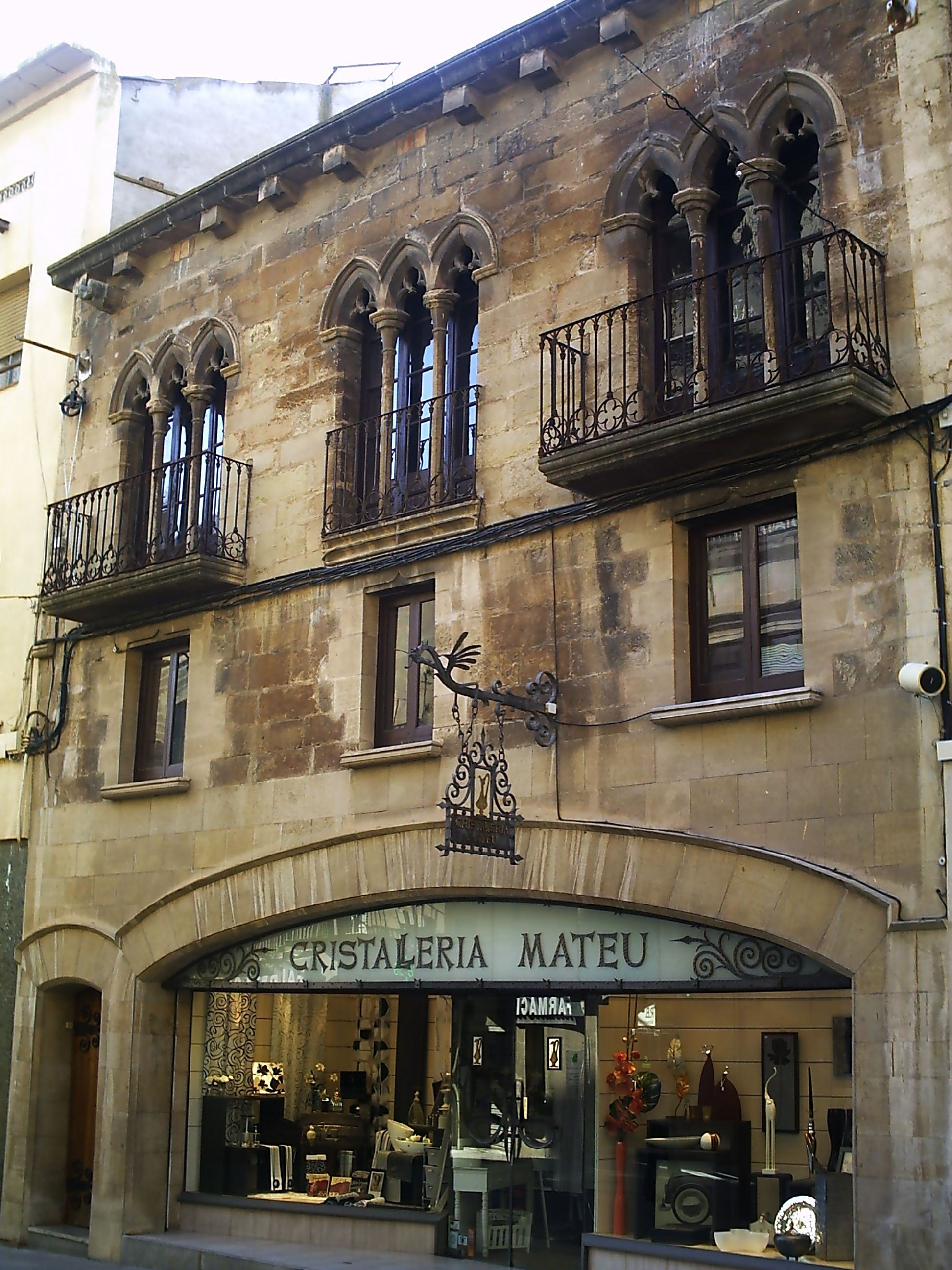
Facciata in stile gotico della Cristalleria Mateu
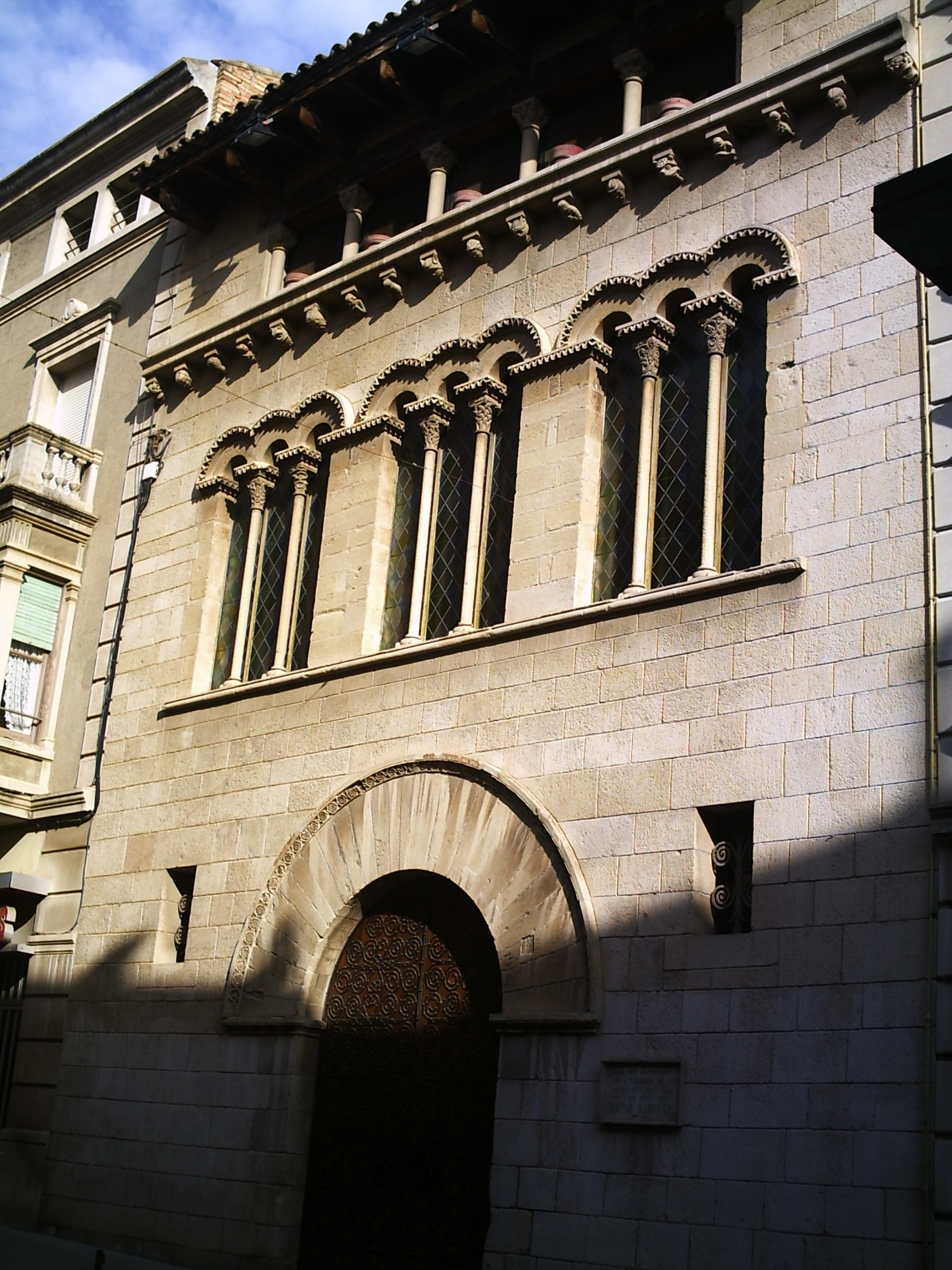
Il Palau dels Marquesos de la Floresta
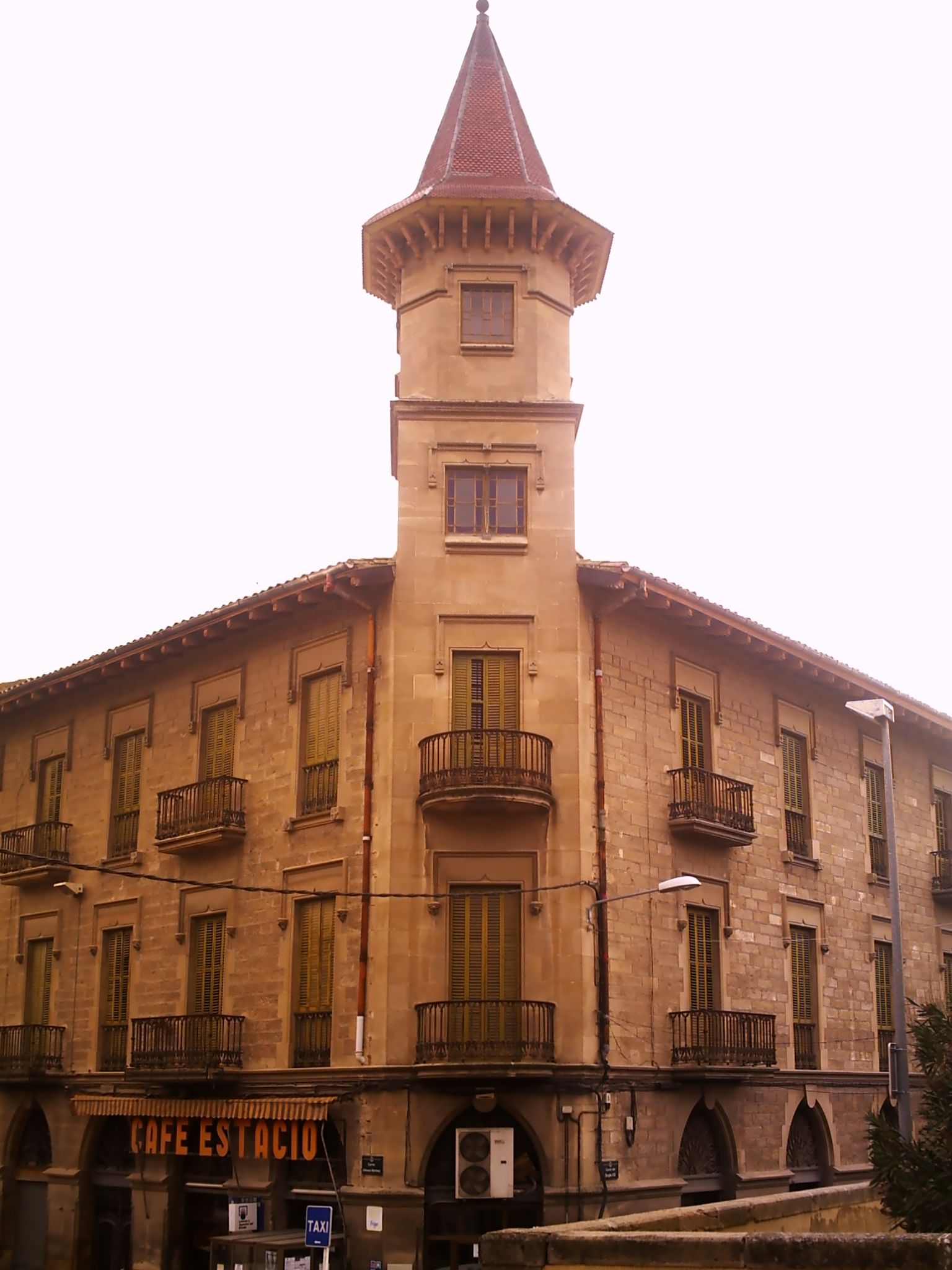
L'edificio modernista di "Cal Maimó", opera dell'architetto Josep Puig i Cadafalch